# سوبر جونيور إم
سوبر جونيور إم (بالإنجليزية: Super Junior M)‏ ويشار إليهم بـ SJ M هي ثالث فرقة فرعية من الفرقة الكورية الجنوبية سوبر جونيور. وأول مجموعة موسيقية لهم في صناعة الموسيقى الصينية.
سوبر جونيور أم تتألف من سبعة أعضاء من أصل صيني وكوري وهم (هان غينغ «قائد وعضو سابق»، شيون، دونغهي، ريووك، كيوهيون، تشومي، هنري لاو). جميعهم من فرقة سوبر جونيور عدا تشومي وهنري ليسوا جزءاً من سوبر جونيور.
في عام ديسمبر 2009 تم إيقاف جميع أنشطة سوبر جونيور إم مؤقتاً بسبب دعوى هان غينغ ضد وكالة إس إم إنترتينمنت وخروجه من الفرقة وبعد ذلك تم إضافة العضوين أون هيوك وسونغمين بدل هان كيونغ وأصدروا ألبوم «بيرفيكشون» وفي فبراير 2011 أصبح سونغمين قائد الفرقة لانه ألأكبر عمراً من بين الأعضاء.
في 30 أبريل 2018، أصدرت شركة سوبر جونيور بياناً أعلنت فيه مغادرة هنري للفرقة، تاركاً تشومي العضو الصيني الوحيد.

## الأعضاء

### الأعضاء النشيطين
- أون هيوك
- تشومي
- شيون
- دونغهي
- ريووك
- كيوهيون

### الأعضاء الغير نشيطين
- سونغمين (غير نشط بسبب قراره بعدم المشاركة في أنشطة الفرقة)

### السابقين الاعضاء
- هانكيونغ
- هنري

## ديسكوغرافيا

### ألبومات أستديو
| السنة | معلومات                                                                                  | المبيعات           |
| ----- | ---------------------------------------------------------------------------------------- | ------------------ |
| 2008  | 迷 (أنا) - تاريخ الصدور: 2 مايو 2008 - اللغة: الصينية، الكورية - الصيغة: سي دي، دي في دي | 10,000+ (في كوريا) |
| 2013  | Break Down - تاريخ الصدور: 7 يناير 2013 - اللغة: الصينية، الكورية - الصيغة: سي دي        | 56,243+ (في كوريا) |

### الأسطوانات المطولة
| السنة | المعلومات                                                                               | المبيعات                               |
| ----- | --------------------------------------------------------------------------------------- | -------------------------------------- |
| 2009  | Super Girl - تاريخ الصدور: 23 سبتمبر 2009 - اللغة: الصينية، الكورية - الصيغة: قرص مضغوط | 20,000+ (في تايوان)                    |
| 2011  | Perfection - تاريخ الإصدار: 25 فبراير 2011 - اللغة: الصينية، الكورية - الصيغة: سي دي    | 60,000+ (في تايوان) 65,285+ (في كوريا) |
| 2014  | Swing" - تاريخ الإصدار: 23 مارس 2014 - اللغة: الصينية، الكورية - الصيغة: سي دي          | 64,405+ (في كوريا)                     |

### الموسيقى التصويرية (أو أس تي)
- (Skip Beat! (2012

## الفيديو كليبات
| السنة | العنوان                                     | الألبوم     | تاريخ الصدور                                    |
| ----- | ------------------------------------------- | ----------- | ----------------------------------------------- |
| 2008  | "U"                                         | مي"         | 8 أبريل                                         |
| 2008  | "مي" (النسخة الصينية)                       | مي"         | 13 سبتمبر                                       |
| 2008  | "مي" (النسخة الكورية)                       | "مي"        | 15 سبتمبر                                       |
| 2009  | "سوبر غيرل" (النسخة الصينية) مع جيسيكا جونغ | "سوبر غيرل" | 14 سبتمبر                                       |
| 2009  | "سوبر غيرل" (النسخة الكورية) مع جيسيكا جونغ | سوبر غيرل"  | 28 سبتمبر                                       |
| 2009  | "Blue Tomorrow"                             | سوبر غيرل"  | 6 نوفمبر                                        |
| 2011  | "بيرفيكشون" (النسخة الصينية)                | "بيرفيكشون" | 21 فبراير                                       |
| 2011  | "بيرفيكشون" (النسخة الكورية)                | "بيرفيكشون" | 28 فبراير                                       |
| 2013  | "برايك داون"                                | برايك داون" | 31 ديسمبر 2012 (الإعلان) 7 يناير                |
| 2014  | "سوينغ" (النسخة الصينية)                    | سوينغ"      | 18 مارس (الإعلان 1) 19 مارس (الإعلان 2) 22 مارس |
| 2014  | "سوينغ" (النسخة الكورية)                    | سوينغ"      | 30 مارس                                         |

## روابط خارجية
- سوبر جونيور إم على موقع ميوزك برينز (الإنجليزية)
- سوبر جونيور إم على موقع ديسكوغز (الإنجليزية)